# Instituto de Letras da Universidade de Brasília
O Instituto de Letras (IL) é a maior unidade acadêmica da Universidade de Brasília. Além de ofertar as disciplinas para os cursos de graduação do próprio instituto, oferece disciplinas para as mais diversas graduações com disciplinas voltadas à produção textual e às línguas estrangeiras.
O instituto é composto por três departamentos: Departamento de Línguas Estrangeiras e Tradução (LET), Departamento de Linguística, Português e Línguas Clássicas (LIP) e Departamento de Teoria Literária e Literaturas (TEL).
A unidade é responsável também pelo maior programa de extensão da universidade, o UnB Idiomas. Este oferece cursos de diversas línguas para a comunidade acadêmica e externa.

## História
Criado em 1962 como Instituto Central de Letras, ganhou o nome atual – Instituto de Letras da UnB (IL/UnB) – em 1974, por força do novo estatuto da universidade, aprovado em 1970. Hoje, o IL representa uma das 26 unidades acadêmicas da Universidade de Brasília.
À época da fundação, o IL estava organizado em quatro departamentos (Linguística, Língua Portuguesa, Teoria Literária e Literatura Brasileira) e três centros (Centro de Estudos Clássicos, Centro Brasileiro de Estudos Portugueses e Centro de Estudos das Culturas e Línguas Indígenas), este último em associação com o Departamento de Antropologia do Instituto de Ciências Humanas.
Desde o início, o instituto mantinha, com professores de carreira especial, ensino instrumental das línguas portuguesa, francesa e inglesa. No período da ditadura militar brasileira, foi reduzido a um só departamento e teve extintos os três centros de estudos, o que o tornou heterogêneo e disfuncional. Por isso, foi restruturado após 1974.

## Graduação
O Instituto de Letras oferece diversos cursos de graduação com entradas distintas já no processos de seleção (vestibular, PAS, Enem). O candidato deve optar, no momento da inscrição, pela habilitação desejada.

### Departamento de Línguas Estrangeiras e Tradução
- Letras - Língua e Literatura Japonesa
- Letras - Língua Espanhola e Literatura Espanhola e Hispano-Americana (licenciatura)
- Letras - Língua Francesa e Respectiva  Literatura (bacharelado e licenciatura)
- Letras - Língua Inglesa e Respectiva Literatura (bacharelado e licenciatura)
- Letras - Tradução - Espanhol (bacharelado)
- Letras - Tradução - Francês (bacharelado)
- Letras - Tradução - Inglês (bacharelado)
- Letras - Línguas Estrangeiras Aplicadas ao Multiculturalismo e à Sociedade da Informação (bacharelado)

### Departamento de Linguística, Português e Línguas Clássicas
- Letras - Língua Portuguesa e Respectiva Literatura (bacharelado e licenciatura)
- Letras - Língua de Sinais Brasileira - Português como Segunda Língua (licenciatura)
- Letras - Português do Brasil como Segunda Língua (licenciatura)

## Pós-Graduação
Os três departamentos são também responsáveis por diferentes programas de pós-graduação.

### Departamento de Línguas Estrangeiras e Tradução
- Pós-Graduação em Linguística Aplicada (PGLA)
- Pós-Graduação em Estudos da Tradução (POSTRAD)

### Departamento de Linguística, Português e Línguas Clássicas
- Pós-Graduação em Linguística (PPGL)

### Departamento de Teoria Literária e Literaturas
- Pós-Graduação em Literatura (POSLIT)